# Charles Lapworth

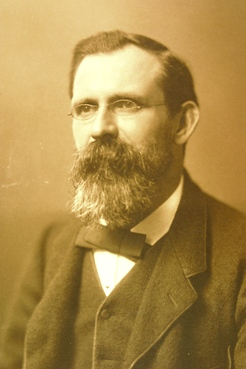
Charles Lapworth

Charles Lapworth (* 20. September 1842 in Faringdon (Berkshire); † 13. März 1920 in Birmingham) war ein britischer Geologe. 

## Leben und Wirken
Geboren in Faringdon in Berkshire (heute Oxfordshire) und ausgebildet als Lehrer, ließ sich Lapworth in der Grenzregion zu Schottland nieder, wo er die bis dahin kaum bekannte fossile Fauna der Gegend untersuchte. Er heiratete 1869 und blieb in der Gegend. Nach geduldiger geologischer Kartierung und bahnbrechendem Gebrauch der Analyse von Leitfossilien zeigte Lapworth, dass die von ihm untersuchte Gesteinsserie, die vorher als eine mächtige Abfolge von Gesteinen aus dem Silur angesehen wurde, tatsächlich eine sehr viel dünnere Gesteinsfolge war, die durch Faltung und Störungen vielfach wiederholt wurde.
Lapworth war Professor an mehreren Universitäten und empfing viele Auszeichnungen für seine Arbeit. Seine wohl bekannteste Arbeit ist die Untersuchung silurischer Schichten mittels Leitfossilien, vor allem bestimmter Arten von Graptolithen, und der (später offiziell anerkannte) Vorschlag, die Schichten zwischen dem Kambrium von Nord-Wales und dem Silurium von Südwales einem neuen geologischen System zuzuschlagen: dem Ordovizium. Dieser Vorschlag beendete einen hitzigen Streit über das Alter der fraglichen Schichten, der lange Zeit zwischen den britischen Geologen Adam Sedgwick und Roderick Murchison schwelte.
Charles Lapworth widmete seine Zeit auch der geologischen Kartierung in der Nähe von Durness in Schottlands nordwestlichen Highlands und war der Erste, der die stark umstrittene Behauptung äußerte, dass dort ältere Gesteine über jüngeren lägen, was durch komplizierte Faltung oder Störung verursacht worden sei. Später wurden die britischen Geologen Ben Peach und John Horne dorthin geschickt, und ihre umfangreichen Untersuchungen bewiesen die Richtigkeit von Lapworths Theorie.

## Ehrungen
Lapworth wurde vielfach wegen seiner Pionierarbeit und seiner Beiträge zur Geologie ausgezeichnet. 1891 erhielt er die damals größte Auszeichnung für seine Arbeit, die Goldmedaille der Royal Society, und 1899 zeichnete ihn die Geological Society of London mit ihrer höchsten Ehrung aus, der Wollaston-Medaille, die sie ihm für seine Verdienste bei der geologischen Erforschung der Southern Uplands und der Northwest Highlands von Schottland verlieh. Seit 1888 war er Mitglied (Fellow) der Royal Society und seit 1916 Ehrenmitglied (Honorary Fellow) der Royal Society of Edinburgh.
Die Lapworth Medal der Palaeontological Association ist nach ihm benannt. Der Lehrstuhl für Geologie an der University of Birmingham trägt seinen Namen. Gleiches gilt für den Lapworth Cirque, einen Bergkessel in der Shackleton Range des Coatslands in Antarktika.

## Lapworth-Museum
Zahlreiche Schriften zu Charles Lapworth finden sich in den Special Collections der University of Birmingham. Die Universität unterhält darüber hinaus das Lapworth-Museum, das sich im Aston Webb-Gebäude des Edgbaston-Hauptcampus befindet. Das Lapworth-Archiv, das im Museum untergebracht ist, enthält eine bemerkenswert vollständige Sammlung seiner Forschungsgebiete und Vorlesungen.